# Exitianus zuluensis
Exitianus zuluensis är en insektsart som beskrevs av Ross 1968. Exitianus zuluensis ingår i släktet Exitianus och familjen dvärgstritar. Inga underarter finns listade i Catalogue of Life.